# Домінго Манріке
Домінго Манріке (ісп. Domingo Manrique, 24 лютого 1962) — іспанський яхтсмен.
Олімпійський чемпіон 1992 року в класі Летючий голандець, учасник 1988 року.
Чемпіон світу в класі Солінґ 1995 року.